# Зейналов, Заур Ильхам оглы
Заур Ильхам оглы Зейналов (азерб. Zaur İlham oğlu Zeynalov, род. 23 сентября 1975, Сальянский район) — азербайджанский военный деятель, генерал-майор Сил специального назначения Азербайджана, участник боевых действий в Нагорном Карабахе в апреле 2016 года и Второй карабахской войны. Герой Отечественной войны (2020).

## Биография
Заур Ильхам оглы Зейналов родился в 1975 году в Сальянском районе Азербайджанской ССР. Служит в Силах специального назначения Министерства обороны Азербайджанской Республики. Участвовал в боевых действиях в Нагорном Карабахе в начале апреля 2016 года и Второй карабахской войне. В июне 2022 года Зауру Зейналову было присвоено звание генерал-майора.

## Награды
За годы военной службы Заур Зейналов был награждён медалями «За безупречную службу» всех степеней, медалями «За отличие в военной службе» 2-й и 3-й степеней, медалью «Ветеран Вооруженных Сил Азербайджанской Республики», а также юбилейными медалями по случаю 10-летия, 90-летия и 95-летия Вооружённых сил Азербайджанской Республики.
9 декабря 2020 года распоряжением президента Азербайджанской Республики Ильхама Алиева полковнику Зауру Ильхам оглы Зейналову «за особые заслуги в восстановлении территориальной целостности Азербайджанской Республики и за героизм при выполнении боевой задачи по уничтожению врага во время освобождения оккупированных территорий, а также за мужество и отвагу, проявленные во время военной службы» было присвоено почётное звание Героя Отечественной войны.
24 декабря 2020 года распоряжением президента Азербайджанской Республики Ильхама Алиева полковник Заур Ильхам оглы Зейналов «за личную доблесть и отвагу, продемонстрированную при участии в боевых операциях за освобождение от оккупации Джебраильского района Азербайджанской Республики» был награждён медалью «За освобождение Джебраила».
29 декабря 2020 года распоряжением президента Азербайджанской Республики Ильхама Алиева полковник Заур Ильхам оглы Зейналов «за личную доблесть и отвагу, продемонстрированную при участии в боевых операциях за освобождение от оккупации города Шуша Азербайджанской Республики» был награждён медалью «За освобождение Шуши».
29 декабря 2020 года распоряжением президента Азербайджанской Республики Ильхама Алиева полковник Заур Ильхам оглы Зейналов «за личную доблесть и отвагу, продемонстрированную при участии в боевых операциях за освобождение от оккупации Кельбаджарского района Азербайджанской Республики» был награждён медалью «За освобождение Кельбаджара».
24 июня 2021 года распоряжением президента Азербайджанской Республики Ильхама Алиева полковник Заур Ильхам оглы Зейналов «за личную доблесть и отвагу, продемонстрированную при участии в боевых операциях за освобождение от оккупации Ходжавендского района Азербайджанской Республики» был награждён медалью «За освобождение Ходжавенда».
7 ноября 2023 года распоряжением президента Азербайджанской Республики Ильхама Алиева Заур Зейналов был награждён орденом «За службу Отечеству» III степени.